# Bahnhof Rosch haʿAjin Darom
Der Bahnhof Rosch haʿAjin Darom (hebräisch תַּחֲנַת הָרַכֶּבֶת רֹאשׁ הָעַיִן דָּרוֹם Tachanat haRakkevet Råsch haʿAjin Darōm) ist ein Bahnhof der Rakkevet Israel (RI) an der Bahnstrecke Lod–Chadera Mizrach (Ostbahn), der nach dem östlich anliegenden Ort Rosch haʿAjin benannt ist. Die Station eröffnete 1915 als militärischer Halt der osmanischen Militärbahn Masʿūdiyya–Sinai, den die Palestine Military Railways (PMR) 1918 übernahmen.
Deren Nachfolger, die zivilen Palestine Railways (PR), eröffneten 1920 den fahrplanmäßigen Bahnbetrieb. Die Station wurde auf englisch Rās al-ʿEin [Train] Station benannt nach der nahe gelegenen Festung Raʾs al-ʿAin (arabisch قَلْعَة رَأْس ٱلْعَيْن Qalʿat Raʾs al-ʿAin). Im September 2003 unterbrach die IR den Reisezugverkehr im Bahnhof Rosch haʿAjin Darom und der Personenbahnhof wurde dadurch zum Betriebsbahnhof,  bis auf der gesamten Ostbahn wieder Personenverkehr aufgenommen werden wird, was für 2026 geplant ist. Schienengüterverkehr besteht im Bereich des Bahnhofs seit 1915 mit kurzen kriegsbedingten Unterbrechungen 1917/1918 und 1948.

## Lage
Der Bahnhof befindet sich auf Höhe des Kilometers 91,5 (gezählt ab Bahnhof Haifa Mizrach) im Verlauf der Ostbahn in der Ebene Scharon und gehört politisch zum Drom haScharon. Der Bahnhof liegt auf 30 Metern über Normalnull. Unmittelbar östlich benachbart, getrennt durch die parallel zur Ostbahn verlaufenden Haupt-Landesstraße 6 (Kvīsch Arzī Roschī ) und Regionalstraße Kvisch Asori , liegt die namengebende Stadt Rosch haʿAjin. Die Gegend des Bahnhofs gehört zu Tel Avivs Ballungsraum Gusch Dan und ist dicht besiedelte Stadtlandschaft, die jedoch nördlich und westlich des Bahnhofs in eine ursprüngliche Agrarlandschaft mit Dörfern wie Givʿat haSchloschah übergeht.
Der Bahnhof liegt 400 Meter östlich der osmanischen Festung Raʾs al-ʿAin (arabisch قَلْعَة رَأْس ٱلْعَيْن Qalʿat Raʾs al-ʿAin ‚Festung Haupt der Quelle‘, hebräisch מִבְצַר אָנְטִיפָּטְרִיס Mivzar Anṭīpaṭrīs, deutsch ‚Festung Antipatris‘, türkisch Pınar Başı) im Nationalpark Jarqon-Afeq, wo die Quellläufe des Jarqons entspringen. Westlich vor dem Bahnhofsgebäude passiert der Wanderweg Schvil Jisraʾel den Nationalpark. Gleich nördlich des Bahnhofs im Gleisdreieck Zomet Rosch haʿAjin (צֹמֶת רֹאשׁ הָעַיִן) zweigt gen Westen seit 1921 die Jarqonbahn ab.

## Namen des Bahnhofs
Die ab 1915 gebräuchliche osmanische Bezeichnung für die Station ist noch zu ermitteln. Die zivilen Palestine Railways (PR) benannten den Halt auf englisch Rās elʿEin [Train] Station (arabisch محطة قطار رَأْس ٱلْعَيْن, DMG Maḥaṭat qiṭār Raʾs al-ʿAin, hebräisch תַּחֲנַת הָרַכֶּבֶת רַס אַלְעַיִן Tachanat haRakkevet Ras alʿAjin) nach der nahen Festung Raʾs al-ʿAin (arabisch قَلْعَة رَأْس ٱلْعَيْن, DMG Qalʿat Raʾs al-ʿAin ‚Festung Haupt der Quelle‘). Nach der Gründung des neuen Ortes Rosch haʿAjin 1949 östlich der Bahnstrecke erhielt auch der Bahnhof diesen Namen, der die hebräische Übersetzung der arabischen Bezeichnung darstellt. Mit Eröffnung des nördlicher gelegenen Bahnhofs Rosch haʿAjin Zafon (תַּחֲנַת הָרַכֶּבֶת רֹאשׁ הָעַיִן צָפֹון Tachanat haRakkevet Råsch haʿAjin Zafōn; d. h. Nord) am 13. September 2003 erhielt der bisherige Bahnhof den Namen Rosch haʿAjin Darom (תַּחֲנָה תִּפְעוּלִית רֹאשׁ הָעַיִן דָּרוֹם Tachanah Tifʿūlīt Råsch haʿAjin Darōm, deutsch ‚Betrieblicher Bahnhof Rosch haʿAjin Süd‘). Seither dient die Station der RI als Betriebsbahnhof und die Anlagen des Personenbahnhofs liegen einstweilen still und sind abgesperrt.

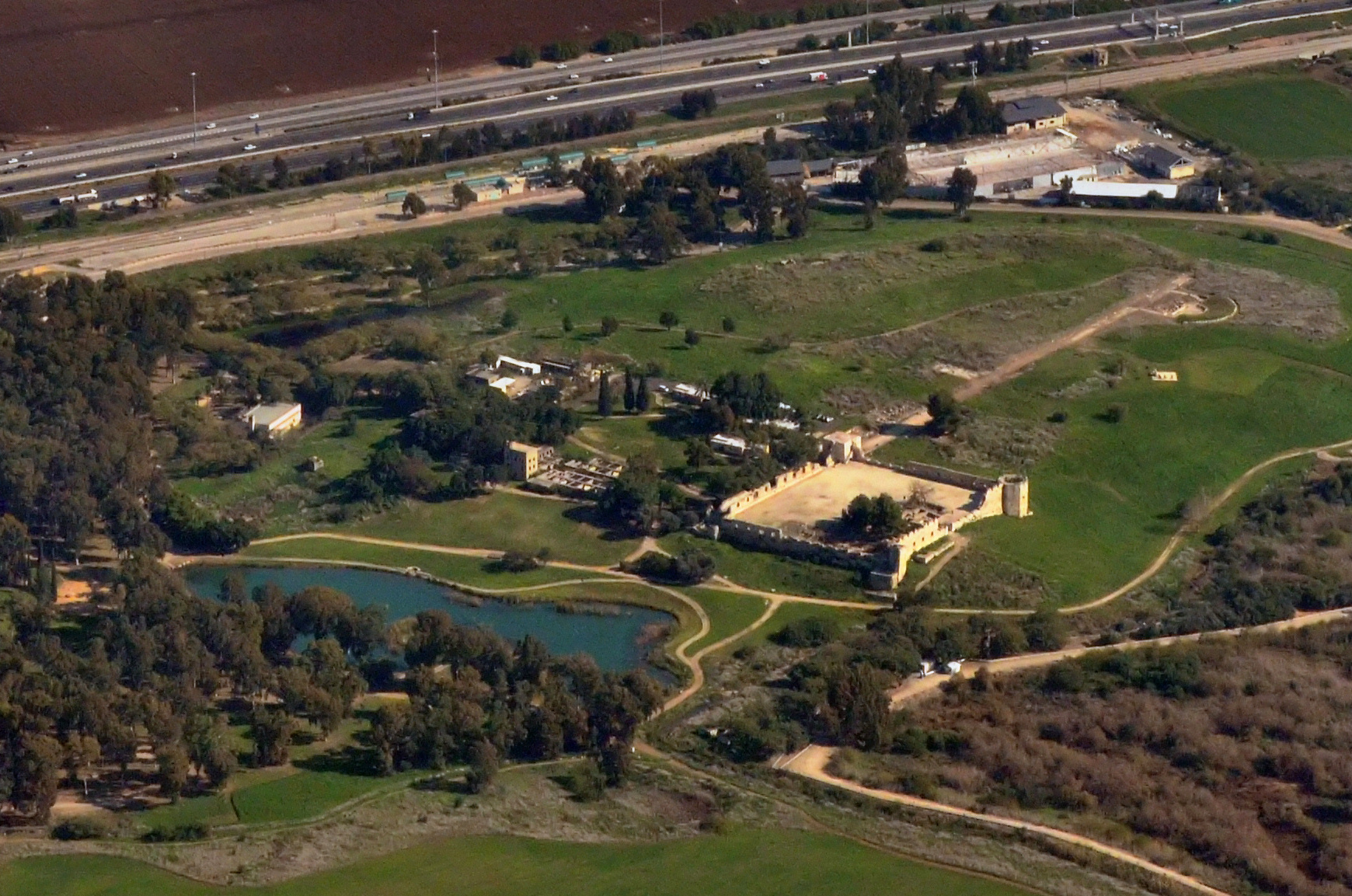
Luftbild 2014 mit Festung Antipatris vor Bahnhof, Dreieck voller Lagerhäuser, Wanderweg Schvil Jisraʾel wie Kvisch und

## Geschichte
Im Ersten Weltkrieg eröffnete die Station 1915 als militärischer Halt der schmalspurigen (1050 mm) osmanischen Militärbahn Masʿūdiyya–Sinai, die Bauleiter Heinrich Meißner Pascha mit 14 Kilometern Distanz weit ab der Mittelmeerküste außer Schussweite der Royal Navy gen Sinai- und Palästinafront vorantrieb. Die Bahn brachte Nachschub für die Streitkräfte der Mittelmächte dort (Asien-Korps, Osmanische Armee und Österreich-Ungarns Truppen in Palästina). Osmanisches Militär stationierte Soldaten in der Festung Raʾs al-ʿAin. Festung und Bahnhof gehörten zur Gemarkung des Dorfes Maǧdal Yābā (arabisch مجدل يابا, auch مجدل الصدیق Maǧdal alṢadīq, hebräisch מִגְדַּל צֶדֶק Migdal Zedeq) und die 54th (East Anglian) Infantry Division der Egyptian Expeditionary Force der Triple Entente eroberte Dorf, Festung und Bahnhof am 11./12. März 1918. Nach dem großen Entente-Vorstoß bis in den Karmel am 20. September 1918 spurten zwangsrekrutierte Männer des Egyptian Labour Corps (ELC) für die Palestine Military Railways (PMR) die osmanische Strecke bis Tulkarm und ab dort eine osmanische Stichbahn bis Chaderah (beide bilden seither die Ostbahn) auf Normalspur um, von wo die Bahnlinie bis 1920 nach Haifa verlängert wurde.

### 1920er Jahre
Mit Übernahme des im Mandatsgebiet Palästina gelegenen Streckennetzes aus den Händen von PMR, osmanischer Militärbahn und Hedschasbahn in jene der zivilen Palestine Railways (PR) im Oktober 1920 nahmen diese am 1. November des Jahres den fahrplanmäßigen Reise- und Güterverkehr auf. Damit lag Raʾs al-ʿAin nunmehr an der Hauptbahn der PR (gebildet aus nördlicher Küsten-, Ost- und Sinai-Bahn). In den frühen 1920er Jahren nahm der Verkehr zunächst auf der Hauptbahn stark zu.
Im Jahre 1921 eröffnete die Jarqonbahn, zunächst als Stichstrecke bis Petach Tiqwah, die nördlich vom Bahnhof Raʾs al-ʿAin in einer Kurve nordwestwärts von der Ostbahn abzweigt (heute Bahnknoten Zomet Rosch haʿAjin), um geerntete Zitrusfrüchte aus den Plantagen der südlichen Scharonebene den Märkten im In- und Ausland zuzuführen. Direktverbindungen von Petach Tiqwah nach Haifa, Jerusalem oder Tel Aviv gab es nicht; Reisende fuhren in ein oder zwei Personenwagen, die den Güterzügen nach Raʾs al-ʿAin mitgegeben und dort bis Lydda (Lod) an die Züge Haifa–alQantara (PR-Hauptbahn) angehängt wurden. Zwischen der Jarqonbahn und dem Weg von und nach Norden auf der Ostbahn bedurften Züge bis 2003 eines Fahrtrichtungswechsels im Bahnhof.
Der Völkerbund erteilte Britannien erst 1922 das Völkerbundsmandat für Palästina, womit die Bezeichnung Palästina in der Neuzeit erstmals für dieses Gebiet amtlich wurde. Die Bestimmungen des Mandats beauftragten die zivile britische Mandatsverwaltung Government of Palestine, das Heilige Land als jüdische Heimstatt und auf die Unabhängigkeit vorzubereiten. Unklar ließen die Mandatsbestimmungen des Völkerbunds, auf welche Weise dies geschehen solle, ethnische oder religiöse Zugehörigkeit sollten in Palästina weder Nach- noch Vorteile mit sich bringen. Entgegen den Bestimmungen trennten die Briten 1923 vom Mandatsgebiet dessen östlich des Flusses Jordan gelegenes Territorium als Transjordanien ab.

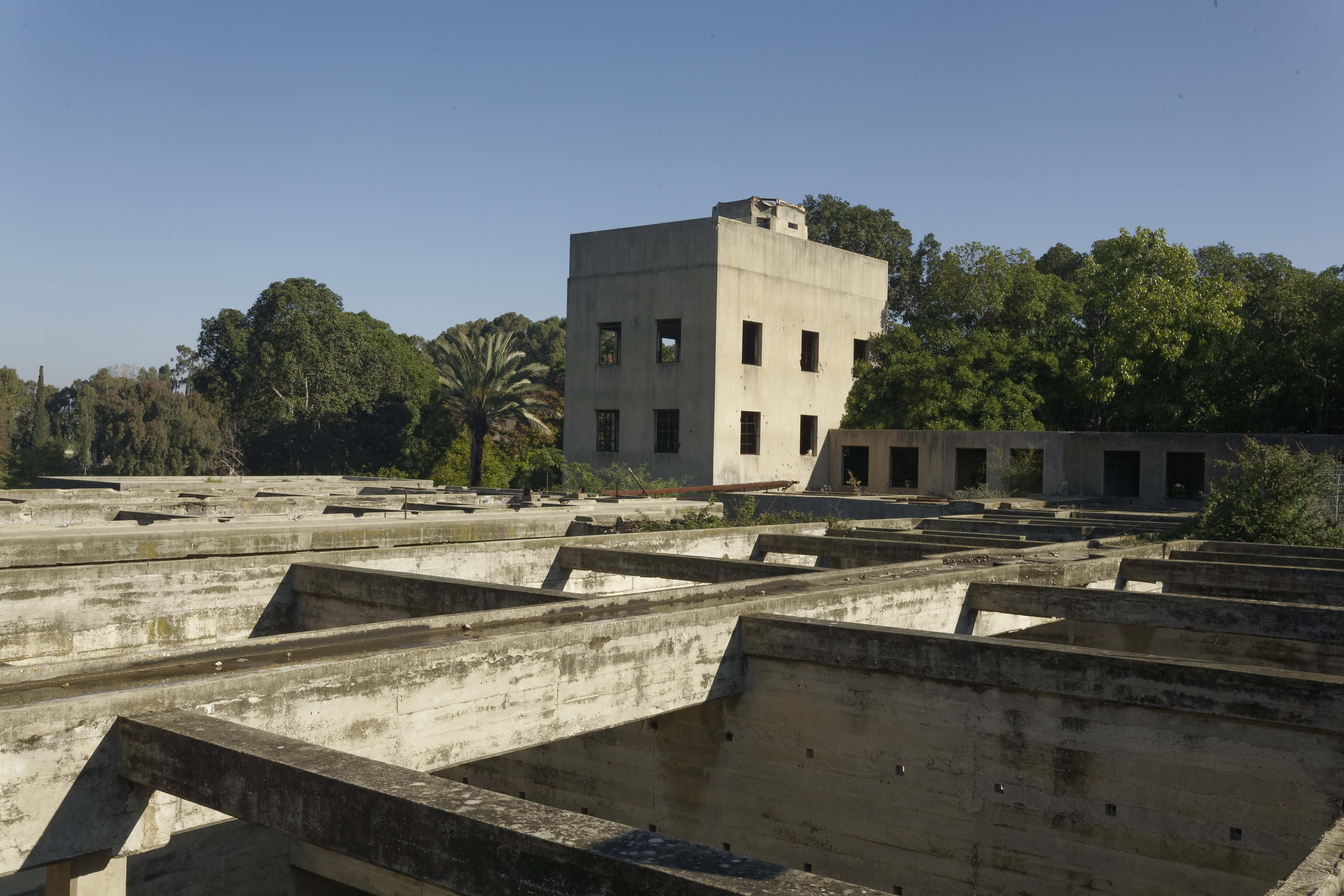
Ehemalige Becken zur Wasseraufbereitung vor Pumpstation der Wasserleitung nach Jerusalem, 2011

Das Government of Palestine modernisierte das Land nach britischen Standards in Justiz, Schulwesen, Verwaltung und Wirtschaft. Jüdische Einwanderer trugen zu Aufbau und Aufschwung des Mandatsgebiets bei, was auch Beschäftigung für nichtjüdische Araber schuf, die aus dem ländlichen Raum in Städte wie Haifa, Jaffa und Jerusalem zogen und auch aus Ägypten und den Mandatsgebieten Mesopotamien (später Iraq), Libanon und Syrien sowie dem Emirat Transjordanien nach Palästina einwanderten. Am Nordhang der Festung Antipatris errichtete die Stadt Jerusalem 1936 ein Wasserwerk an den nahen Quellen des Jarqons, um dort Wasser in eine neue Rohrleitung zur Versorgung der Stadt einzuspeisen.

### 1930er Jahre

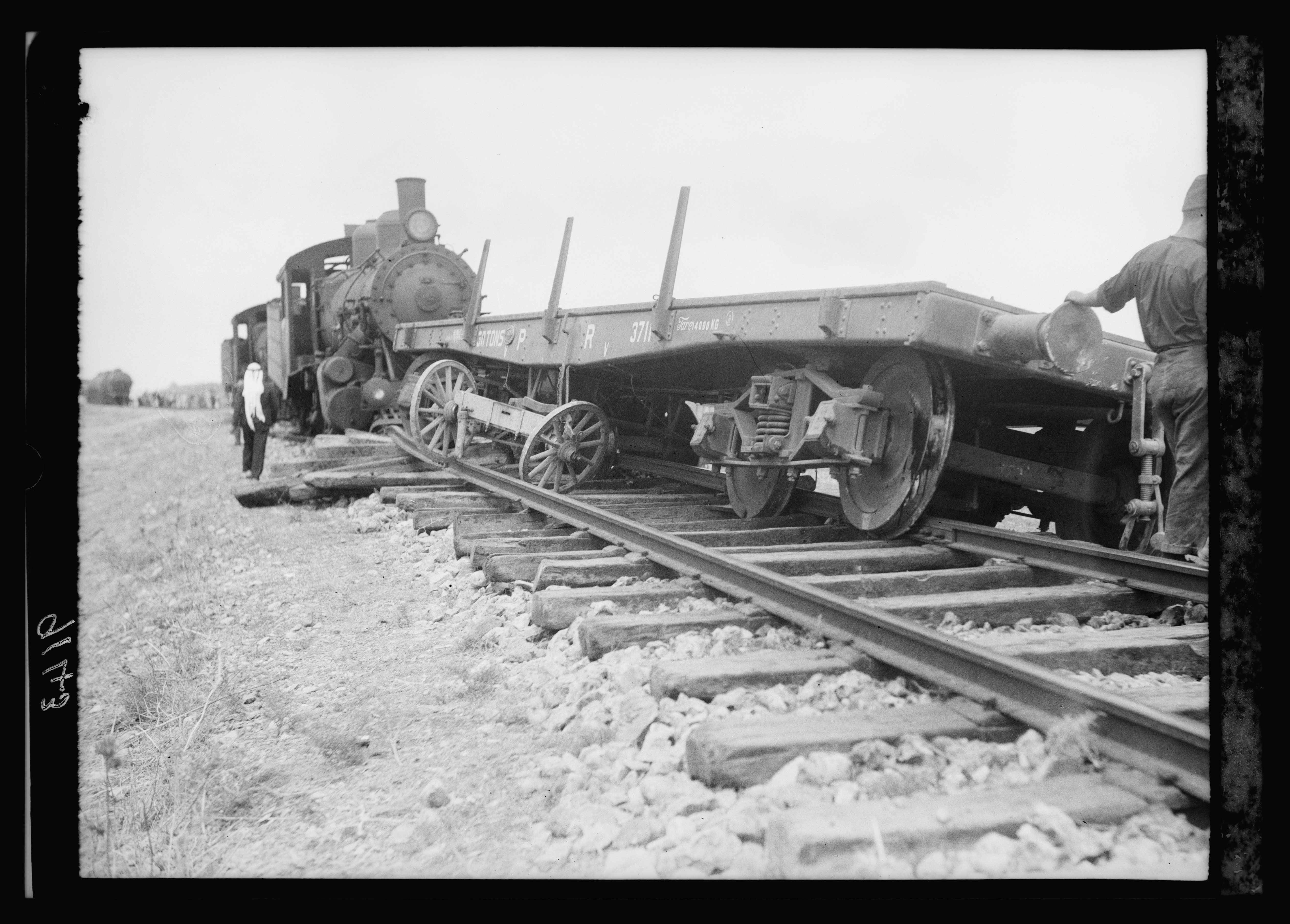
Nach arabischem Anschlag 1936 entgleiste Lok mit Flachwaggon nahe Raʾs al-ʿAins

Der einhergehende soziale und kulturelle Wandel wie die Urbanisierung von Landbewohnern im entstehenden neuzeitlichen Palästina führte zu Unmut unter arabischen nicht-jüdischen Einheimischen. Diesen äußerten sie auch in Gewalt gegen jüdische Palästinenser in Pogromen und ähnlichen antijüdischen Ausschreitungen (Unruhen von Jaffa 1921 gegen Juden aller Hintergründe, Massaker von Hebron (1929) an alteingesessenen Juden) und auch gegen die britische Mandatsmacht während des Großen Arabischen Aufstands in Palästina (1936–1939), seinerzeit größte Erhebung gegen eine britische Kolonialverwaltung, nicht jedoch gegen arabische Immigranten aus Nachbarländern, die oft als Ungelernte in das Arbeitsmarktsegment strebten, in dem sich sowieso schon viele arabische Palästinenser drängten. Laut Fahrplan ab 15. Oktober 1934 bedienten zwei Reisezüge am Tag, einer je Richtung den Bahnhof Raʾs al-ʿAin auf der PR-Hauptbahn (alQantara−Haifa). Wegen arabischer antijüdischer Attacken trauten sich jüdische Passagiere während des Aufstands nicht mehr per Bahn durch Lydda zu reisen, weshalb sie zwischen Raʾs al-ʿAin und Beʾer Jaʿaqov auf Busse umstiegen.

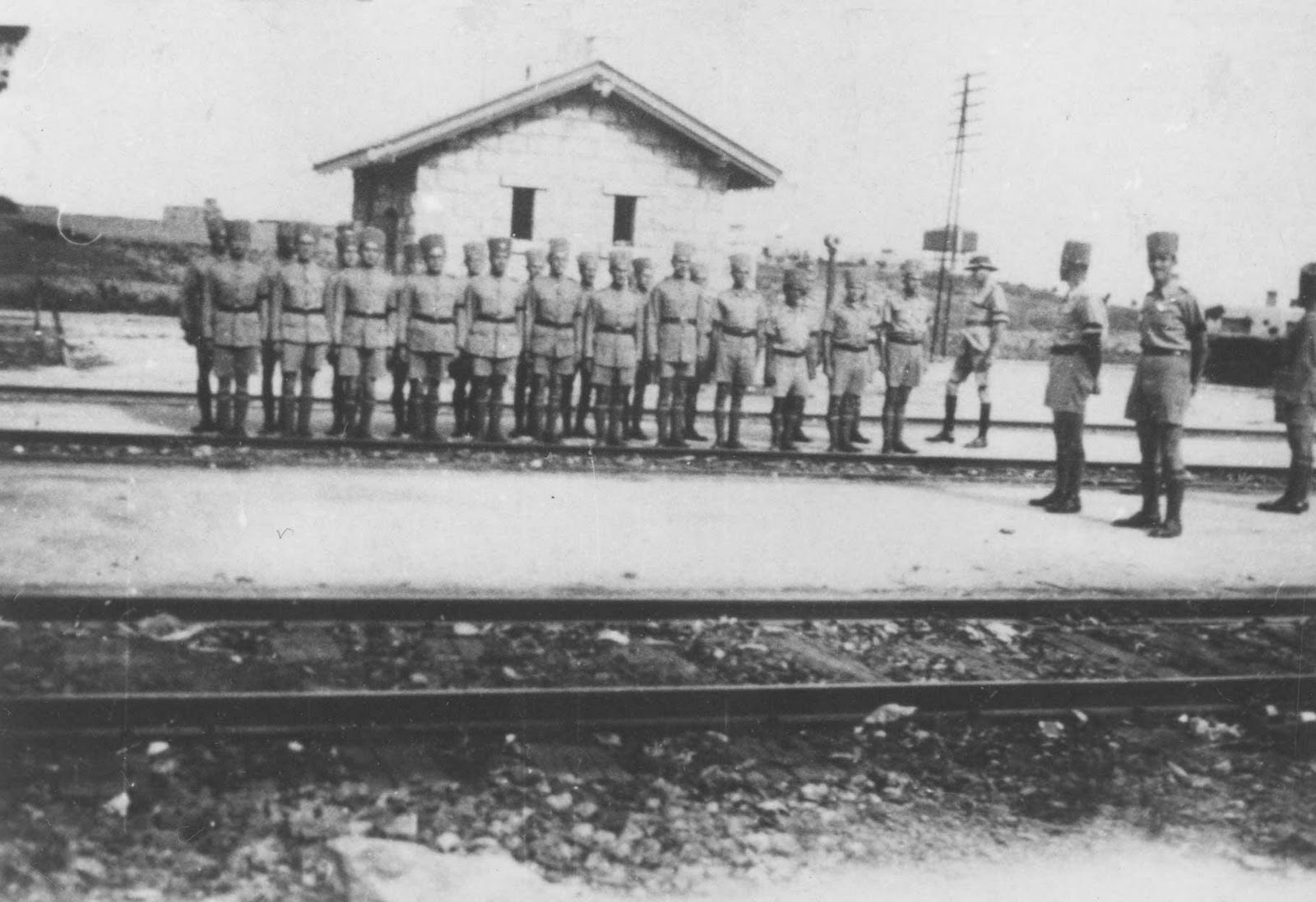
Notrim in Stellung am Bahnhof Raʾs al-ʿAin nach 1936

Der arabischen Aufständischen, deren Anführer das Ende der Einwanderung von Juden verlangten, erwehrte sich die Mandatsmacht vehement, was mit dem hohen Blutzoll unter Briten in den bewaffneten Organe der Mandatsmacht einherging. Daher rekrutierten die Briten Notrim, bewaffnete Hilfsorgane, unter jüdischen Palästinensern, die zum Beispiel auch den Schutz des Bahnhofs übernahmen. Im Dezember 1937 kollidierten am Bahnhof Raʾs al-ʿAin zwei Güterzüge, ein Zug beladen mit Orangen auf dem Weg von Petach Tiqwah beim Richtungswechsel zum Hafen von Haifa und aus der Gegenrichtung ein Zug aus Qalqiliya.

### 1940er Jahre

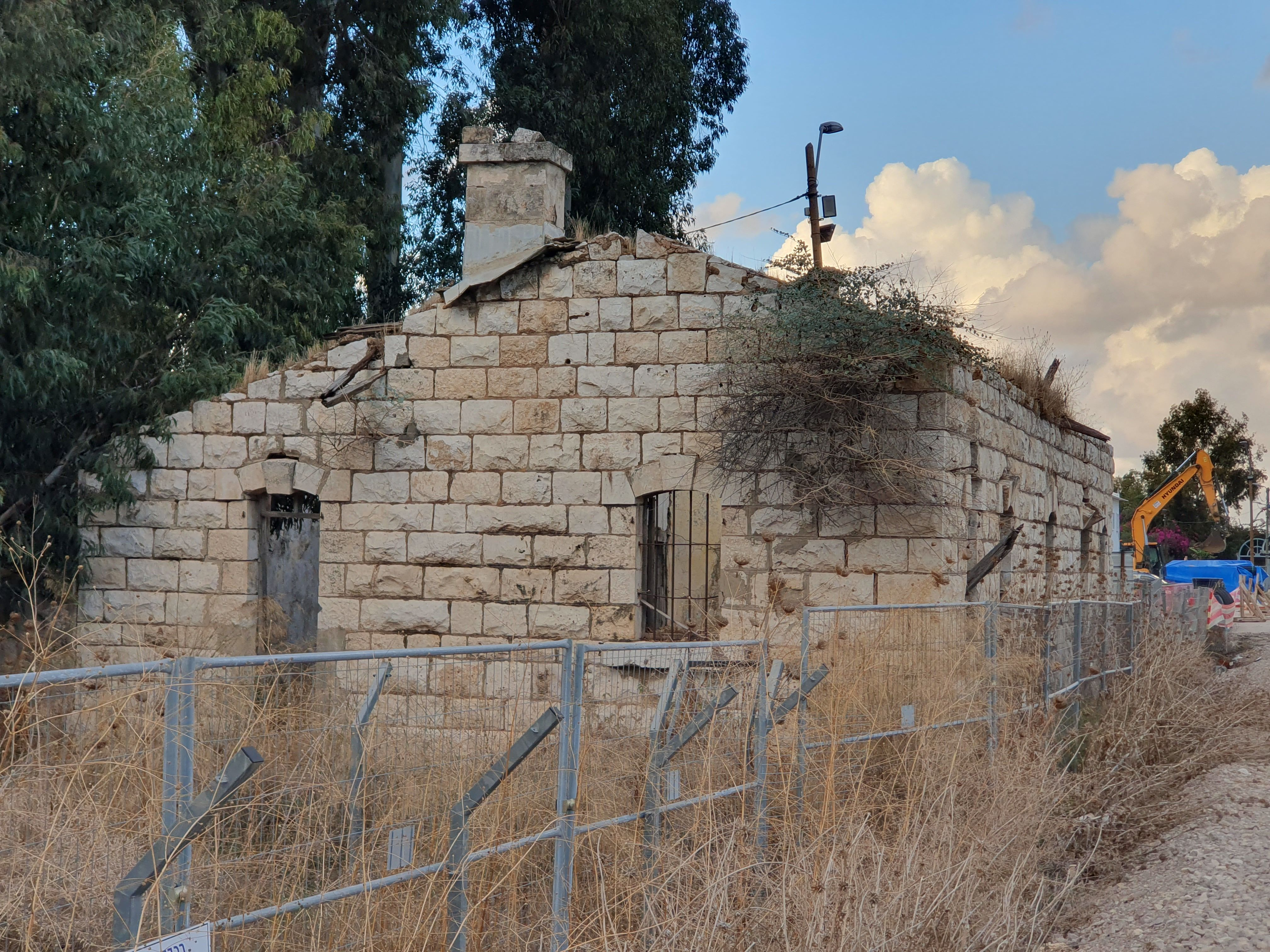
Ruine des Wohnhauses des Stationmasters, 2022

Die britische Mandatsmacht sann aber auch darauf, die Lage zu beruhigen. Da sie keine problematischen Reaktionen militanter jüdischer Palästinenser erwartete, begrenzte sie – gegen die Wünsche vieler jüdischer Palästinenser, die auf die Mandatsbestimmung hinsichtlich der Förderung einer jüdischen Heimstatt verwiesen – die jüdische Einwanderung drastisch, ließ aufgegriffene illegal eingewanderte Juden verhaften, internieren und nach Britisch-Zypern abschieben. Die an sich ebenfalls regelbasierte arabische Immigration kontrollierte die Mandatsmacht jedoch nicht und ließ illegale arabische Einwanderer unbehelligt. Auch freien Landverkauf in Palästina verbot das Government of Palestine im Januar 1940 weitgehend mittels der novellierten Land Transfer Regulations. Wer jüdische Käufer für seinen Landverkauf wählte, musste sich in 63 bis 95 % des Mandatsgebietes andere Käufer suchen, auch wenn diese weniger böten oder gar nicht zu finden waren.

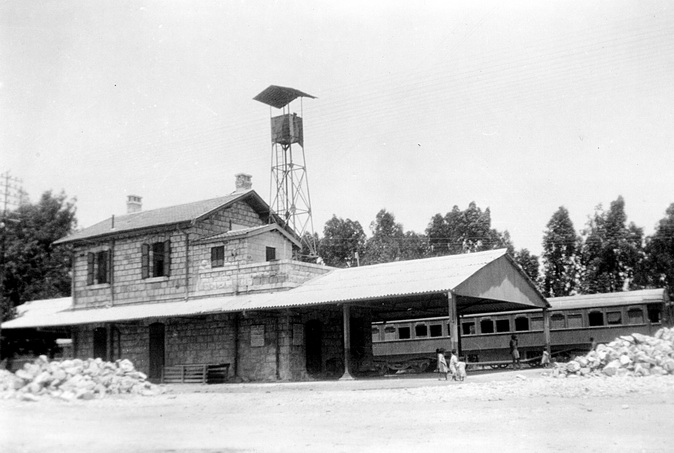
Empfangsgebäude und Wachturm der Polizei, 1942

Im Zweiten Weltkrieg (1939–1945) erhöhten sich Frachtaufkommen und Passagierzahlen erheblich vor allem die Bewegungen von Militärpersonen und Kriegsmaterial. Britisches Militär errichtete entlang der Bahnstrecken Militärbasen, wie jene an der Festung Antipatris, wohin im Mai 1943 die 120 Maintenance Unit der Royal Air Force (RAF) verlegt wurde, den 1941 angelegten Militärflugplatz RAF Petah Tiqva in Kfar Syrkin und eine Transportbasis in Bayt Nabālā (arabisch بيت نبالا), teils durch Stichbahnen erschlossen. An der Festung Antipatris stehen noch Gebäude des britischen Lagers, einige davon unter Denkmalschutz. Der fahrplanmäßige Zivilverkehr dagegen wurde im Laufe des Krieges beschränkt. Nur noch ein Zug verkehrte täglich auf der Hauptbahn alQantara–Haifa, mit je einem Anschlusszug nach Jerusalem und Jaffa auf der J&J-Linie. Potentielle Reisende sahen sich aufgefordert, nur wirklich unaufschiebbare Fahrten zu unternehmen. Der Lokalverkehr wurde eingestellt, Schlaf- und Speisewagen 1942 aus dem Verkehr genommen.
Palästinas moderne Industrie belieferte über die Ostbahn britische Streitkräfte an der Nordafrikafront in Italienisch-Libyen oder ab dem Sueskanal weiter per Schiff zu Schauplätzen des Pazifikkrieges, per Jesreʾeltalbahn zur Niederschlagung des Militärputsches von Nazi-Sympathisanten im Irak 1941 oder per HBT-Linie ins französische Mandatsgebiet Libanon, um sie nach dem Syrisch-Libanesischen Feldzug dem Einfluss des Nazi-abhängigen Vichy-Regimes vorzuenthalten. Militärpersonen fuhren von Einsätzen per Ostbahn zu Ausbildung, Erholung oder Genesung nach Palästina mit seinen britischen und polnischen Militärbasen, medizinischen und touristischen Einrichtungen modernsten Standards.
Eine drastische Fahrpreiserhöhung 1943 half, den Zivilverkehr zu senken. Doch der allmähliche Einbruch der deutschen Militärkraft entspannte die Lage, so dass Schlafwagen ab 1943 wieder zum Einsatz kamen. Im Mai 1944 fuhr auf der Ostbahn zwischen Haifa und Lydda täglich ein Zug je Richtung, wie auch zehn Jahre früher. Speisewagen kamen im Februar 1945 noch einmal in den Verkehr. Von den zahllosen gegen Reisende, Personal, Züge und Anlagen der Palestine Railways gerichteten Terror- und Sabotageakten von Seiten jüdischer Palästinenser (vor allem zwischen 1946 und 1948) und arabisch-nichtjüdischer Palästinenser (zuerst 1936 bis 1939 und wieder zwischen 1946 und 1948) war Raʾs al-ʿAin häufig betroffen. Am 9. September 1946 attackierten Unbekannte zwischen Raʾs al-ʿAin und Qalqiliya Güterzüge mit Beschuss und Bomben. Die Irgun reklamierte später den Anschlag für sich; die PR vermochte bis mittags am Folgetag den Verkehr wieder aufzunehmen.:106
Nachdem Briten am 3. November 1946 nachmittags 1.279 Juden, die die Palestine Police ohne Visa im Lande aufgegriffen hatte, aus der Internierung in Latrun nach Britisch-Zypern verbrachte, rief der Nationalausschuss, Exekutive der Repräsentantenversammlung jüdischer Palästinenser, am selben Abend einen landesweiten Generalstreik im jüdischen Segment der Wirtschaft aus. In der Nacht brachte nahe Raʾs al-ʿAins eine Mine eine Lokomotive mit vier Güterwagen zum Entgleisen, wobei der Heizer ernstlich und zwei weitere Eisenbahner leicht verletzt wurden.:108 Am 5. November 1946 verübten Terroristen bei Raʾs al-ʿAin einen Anschlag auf einen Ölzug, wobei um 22h30 fünf Minen unter passierenden Waggons explodierten, worauf fünf Kesselwagen völlig ausbrannten. Am 10. November 1946 blies die Explosion einer Kofferbombe mit halbstündiger Zeitzündung das zweistöckige Empfangsgebäude in Raʾs al-ʿAin in die Luft, riss Konstabler Muhammed Jawhar Farq in den Tod, zerstörte den Wachturm der Polizei und ruinierte das Wohnhaus des Stationsvorstehers wie den zugehörigen Blechschuppen. Verantwortlich für den Anschlag war die Irgun.
Beim Versuch am 18. November 1946 eine Mine im Gleisbett nahe Raʾs al-ʿAins zu entfernen, starb ein britischer Offizier und vier Soldaten niederer Dienstgrade wurden verwundet.:110 The Palestine Post bilanzierte den Terror der ersten Monatshälfte: „Der Terrorismus in Palästina hat in den ersten 18 Tagen des Novembers 1946 einen Blutzoll von 20 Toten gefordert – darunter 14 britische Polizisten und Armeeangehörige sowie sechs arabische Polizisten und Eisenbahner. Weitere 34 Personen wurden im Laufe des Monats verletzt, darunter 29 Briten, vier Araber und ein Jude.“
Auch im Jahr 1947 setzten sich die Terrorattacken fort,:124 so brachte eine explodierende Mine am 7. August 1947 um 6 Uhr in der Frühe zwölf Kesselwagen eines nordwärts fahrenden Güterzugs zum Entgleisen und beschädigte 250 Meter Gleise zwischen Raʾs al-ʿAin und Qalqiliya. Der Beschluss der UNO vom 29. November 1947, im Mai 1948 das Mandatsgebiet zu teilen, sah die Gründung eines arabischen und eines jüdischen Staates vor. Der Teilungsplan sah vor, dass jeder wohnen bleiben könne, wo er bereits lebte, wer nach der Teilung im Staat der jeweils anderen ethnischen Prägung seine Heimat hatte, sollte in den Genuss des Minderheitenschutzes kommen. Nach dem UN-Teilungsplan sollte Raʾs al-ʿAin Teil des zu gründenden jüdischen Staates sein, das eigentliche Dorf Maǧdal Yaba jedoch nicht.
Sollte jedoch in Teilen Palästinas überhaupt ein Staat für Juden gegründet werden – neben einem für nichtjüdische Araber – kündigten die benachbarten Staaten Königreich Ägypten, Königreich Irak, Libanon, Saudi-Arabien, Syrien und Transjordanien – sämtlich Mitglieder der Arabischen Liga – die Invasionen ihrer Streitkräfte an. Im Vorlauf dieser angekündigten Invasionen mühten sich die nationalen Bewegungen im Lande – antizionistische überwiegend nichtjüdische einerseits und andererseits zionistische überwiegend jüdische Palästinenser – darum, auch mit Gewalt Positionen und Posten einzunehmen bzw. zu halten, die im bevorstehenden Krieg strategisch wichtig erschienen, was sich zum Bürgerkrieg zwischen arabischen und jüdischen Palästinensern auswuchs. Ab 16. Dezember 1947 weigerten arabische Eisenbahner sich, ohne bewaffnetes Geleit auf der Jarqonbahn zu arbeiten, weshalb allein bis 19. Dezember 12.000 Zitruskisten per Laster statt Bahn transportiert werden mussten.:129 Nachdem die Royal Irish Fusiliers, die seit März in der Militärbasis Raʾs al-ʿAin bei der Festung Antipatris lagen, abgezogen waren, ergriffen jüdische Kämpfer Basis und Festung in der Nacht vom 11./12. Mai und richteten sich am Tage darin ein.
Die PR evakuierten derweil britisches Militär- und Zivilpersonal per Hauptbahn aus Palästina oder in den Hafen von Haifa, von wo es dann bis 30. Juni 1948 über See außer Landes ging.:51 Die letzte, teils vorschüssige Lohnzahlung vor Mandatsende besorgten die PR im April 1948 aus ihrem Zahlmeisterzug heraus.:337 Vom 15. bis 25. April 1948 legte ein Eisenbahnerstreik um höhere Saläre den Betrieb lahm, ausgenommen Güterzüge mit Lebensmitteln und Brennstoff.:101seq. Mit dem britischen Rückzug über Haifa, war dort der größte Teil der Bahnfahrzeuge und Ersatzteile nach und nach zusammengezogen worden. Doch der Chief Operations Controller der Palestine Railways, Moscheh Paikowitz (1896–1972; bald erster Generaldirektor der RI, Bruder Jigʾal Allons), und einige weitere zivile Kollegen hielten erfolgreich einen Teil des Materials in Petach Tiqwah zurück.:670seq.
Am Vorabend des Schabbat, den 14. Mai 1948, an welchem das britische Mandat um Mitternacht auslief, verlas im bereits von Briten geräumten Tel Aviv David Ben-Gurion die Erklärung der Unabhängigkeit Israels, die der Volksrat (מוֹעֶצֶת הָעָם Mōʿetzet haʿAm; Übergangsparlament jüdischer Palästinenser) früher am Tage beschlossen hatte. Am Sonnabend, den 15. Mai 1948, marschierten ägyptische Armee, Arabische Legion, irakische Streitkräfte, Streitkräfte des Libanon und Syrisches Heer in Israel und Palästina ein und eröffneten den Krieg um Israels Unabhängigkeit. Am 30. Mai 1948 besetzten Israelis Militärbasis und Festung Raʾs al-ʿAin für eine Nacht, worauf tags darauf Männer der arabischen Armee des heiligen Krieges unter Hasan Salama sie im Kampf vertrieben. Dabei zog Salama sich Verwundungen zu, denen er am Folgetag erlag. Am gleichen Tag, dem 1. Juni 1948 besetzte das 1. Bataillon der Ersten Brigade der irakischen Armee − unter dem Kommando Ġalib ʿAziz' − Raʾs al-ʿAin und Maǧdal Yaba. Die irakischen Streitkräfte richteten sich in der britischen Militärbasis südöstlich der Festung Antipatris ein, von wo aus sie das nur fünf Kilometer westlich gelegene Petach Tiqwah bedrohten. Sie kontrollierten die Jarqonquellen und unterbrachen die Wasserlieferung nach Jerusalem, worauf Israel im Zuge der Operation haSchiloach ersatzweise Wasserlieferungen aus dem Gebiet von Naʿan und Chuldah aufbaute.
Wegen der kritischen Wasserversorgung Jerusalems befahl David Ben-Gurion den eben gegründeten israelischen Verteidigungsstreitkräften (ZaHaL), Rosch haʿAjin wiedereinzunehmen. Von Südosten kommend näherte sich ZaHaL im Zuge der Operation Dani am 12. Juli 1948 Maǧdal Yaba, worauf das Gros der Zivilbevölkerung floh. Tags darauf eroberte das 32. Bataillon der Alexandroni-Brigade (3. Brigade des ZaHaL) das Dorf, wobei 36 Kämpfer, darunter zwölf Irgunisten fielen. Noch am gleichen Tag räumte die irakische Armee Raʾs al-ʿAin und zog nach Kafr Qasim ab, worauf die Brigade am 13. Juli 1948 auch Bahnhof, Militärbasis und Festung einnahm. Die Alexandroni-Brigade übernahm in Raʾs al-ʿAin die Wasserpumpstation am Jarqon, welche die Iraker bis Ende des Krieges von Kafr Qasim im Meschullasch aus beschossen. Das verbliebene einheimische Bahnpersonal, das inzwischen die Rakkevet Israel (RI) gegründet hatte, brachte den Verkehr noch im Monat Juli 1948 im zentralen Israel mit Fahrzeugen von Petach Tiqwah und Rechovot aus wieder in Gang.:681 Von Haifa aus lief der Bahnverkehr bereits ab Juni 1948 wieder bis Chaderah und Qirjat Motzkin.
Im Jahre 1949 ließen Sochnut und Ministerium für Alija und Integration am Bahnhof in der ehemals britischen Militärbasis Raʾs al-ʿAin 1.500 Zelte aufstellen, um eine Maʿabbarah / מַעְבָּרָה (Übergangslager) für Neueinwanderer anzulegen. Etwa 35.000 jüdische Jemeniten, die muslimischen Nachstellungen mithilfe der Operation fliegender Teppich nach Israel entkommen waren, durchliefen die Maʿabbarat Rosch haʿAjin bis zum Jahr 1951. In den entbehrungsreichen Anfangsjahren Israels hatten die mittellosen Vertriebenen und Flüchtlinge aus arabisch-muslimischen Ländern, die ohne Entschädigung alles in ihrer Heimat zurücklassen mussten, ein hartes Los. 
Für die etwa 740.000 mittellosen Flüchtlinge und Vertriebenen, die Israel mit seinen eigenen etwa 840.000 Einwohnern (1949) zwischen 1949 und 1952 aufnahm, reichte die Unterstützung aus öffentlichen und privaten Kassen einfach nicht. In der Maʿabbarat Rosch haʿAjin (מַעְבָּרַת רֹאשׁ הָעַיִן) wehrte die Polizei hungernde Demonstranten mit Schüssen ab und verletzte dabei einzelne auch tödlich. Im Jahre 1951 begann östlich vom Bahnhof der Bau fester Behausungen, die die Keimzelle des heutigen Rosch haʿAjins bilden.
Das aus britischer Mandatszeit übernommene Bahnnetz entsprach in keiner Weise den Bedürfnissen des Staates Israel. Insbesondere der Umweg über Lod für eine Fahrt zwischen Haifa und Tel Aviv war untragbar. Erste Verbesserung war hier eine Abkürzung im Norden von Tel Aviv: Die Jarqonbahn nach Petach Tikwa wurde um sechs Kilometer gen Tel Aviv verlängert. Die Strecke endete nördlich von Tel Aviv in Bnei Braq im neu errichteten Bahnhof Tel Aviv haZafon (d. h. der Norden), im Jahre 2000 in Bahnhof Bnei Braq umbenannt. Es war der erste Bahnhof, den die Rakkevet Israel baute. Der Betrieb konnte nach nur wenigen Wochen Bauzeit am 20. September 1949 aufgenommen werden. Die Züge aus Haifa nach Tel Aviv mussten allerdings weiterhin in Rosch haʿAjin die Fahrtrichtung wechseln, da in der Zomet Rosch haʿAjin nur eine Südkurve zur Ostbahn bestand.

### Seit den 1960er Jahren
Als der Sommerfahrplan 1968 in Kraft trat, endete der Reiseverkehr auf der Ostbahn zwischen dem Gleisdreieck Zomet Remez bei Chaderah und nördlich Rosch haʿAjins und wurde auf die Küstenbahn der Hauptlinie verlegt. Für Rosch haʿAjin änderte sich nichts, denn die Reisezüge verkehrten nun über die Jarqonbahn statt die nördliche Ostbahn. Einige Jahre später verlor die nördliche Ostbahn zwischen den Bahnknoten Zomet Remez und Zomet Rosch haʿAjin auch den Güterverkehr.
Im Bahnhof Rosch haʿAjin hielt 1984 noch ein Zugpaar zwischen Haifa und Jerusalem, das sonntags bis freitags verkehrte. Im Sommerfahrplan vom 6. April 1986 blieb es bei einem Zugpaar von Haifa über Rosch haʿAjin und Lod nach Jerusalem. Lediglich Touristen und wenige Pendler benutzten diese Züge noch; der Wettbewerb mit dem gut ausgebauten Netz an Fernbussen schien aussichtslos. Doch war die Aufrechterhaltung des Bahnverkehrs nach Jerusalem eine Frage des Prestiges der Heiligen Stadt als Hauptstadt Israels.
Reisezüge bedienten den Bahnhof seit seiner Übernahme durch die RI bis 6. März 1991, als die RI den Lauf des Zugpaars Haifa–Jerusalem kürzte, der fortan im Bahnhof Tel Aviv Savidor Merkaz endete. Seitdem fuhr kein Reisezug mehr den Bogen über Jarqon- (via Zomet Tel Baruch und Bnei Braq) und Ostbahn bis Lod. Ab 15. Oktober 1991 galt der neue, dichtere IR-Fahrplan, jedoch ohne Passagierverkehr nach Rosch haʿAjin. Die am 31. Januar 1993 eröffnete Bahnstrecke Ajjalonkorridor (פְּרוֹזְדּוֹר אַיָּלוֹן Prōsdōr Ajjalōn) durchs Stadtgebiet Tel Avivs verbindet seither als Nadelöhr die RI-Passagierverkehre in der Nord- und Südhälfte des Landes. Der seitdem geltende, grundsätzlich umgearbeitete Fahrplan sah nun wieder ein durchgehendes Zugpaar Jerusalem–Haifa vor, jedoch nicht mehr via Rosch haʿAjin.

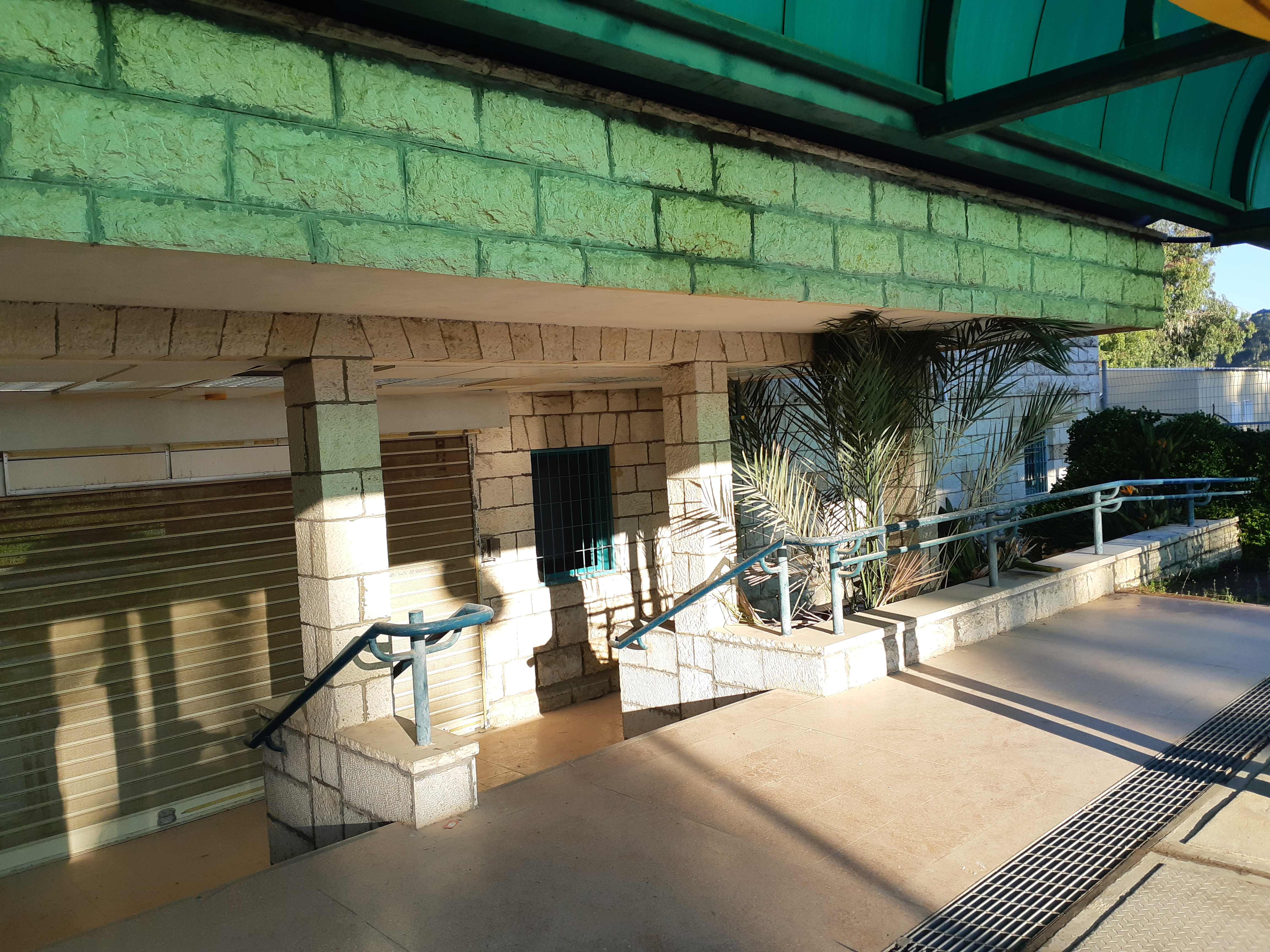
Blick vom 1999 erhöht erneuerten Bahnsteig am Gleis 1 hinab zum Empfangsgebäude von 1952, Aufnahme 2021

Ab 1999 wurden Bahnhöfe an der Jarqonbahn erneuert bzw. neu erbaut als südliche Seite der Ringbahn Lulʾat ha-Scharon (לוּלְאַת הַשָּׁרוֹן ‚Schleife der Scharon‘) für den Pendlerverkehr. Am 3. Juni 2000 ging in diesem Abschnitt eine Vorortlinie (פַּרְוָרִית Parwarīt) zwischen Tel Aviv und Rosch haʿAjin (Darom) als Endstation in Betrieb. Die Zomet Rosch haʿAjin, Bahnknoten von Jarqon- und Ostbahn, wurde 2003 mit einer neuen zweigleisigen Nordkurve zu einem Gleisdreieck ausgebaut, der zum neuen Bahnhof Rosch haʿAjin Zafon (d. h. Nord) leitet, gelegen auf der Ostbahn zwei Kilometer nördlich des bisherigen Bahnhofs, der seither mit Zusatz den Namen Bahnhof Rosch haʿAjin Darom (d. h. Süd) führt.

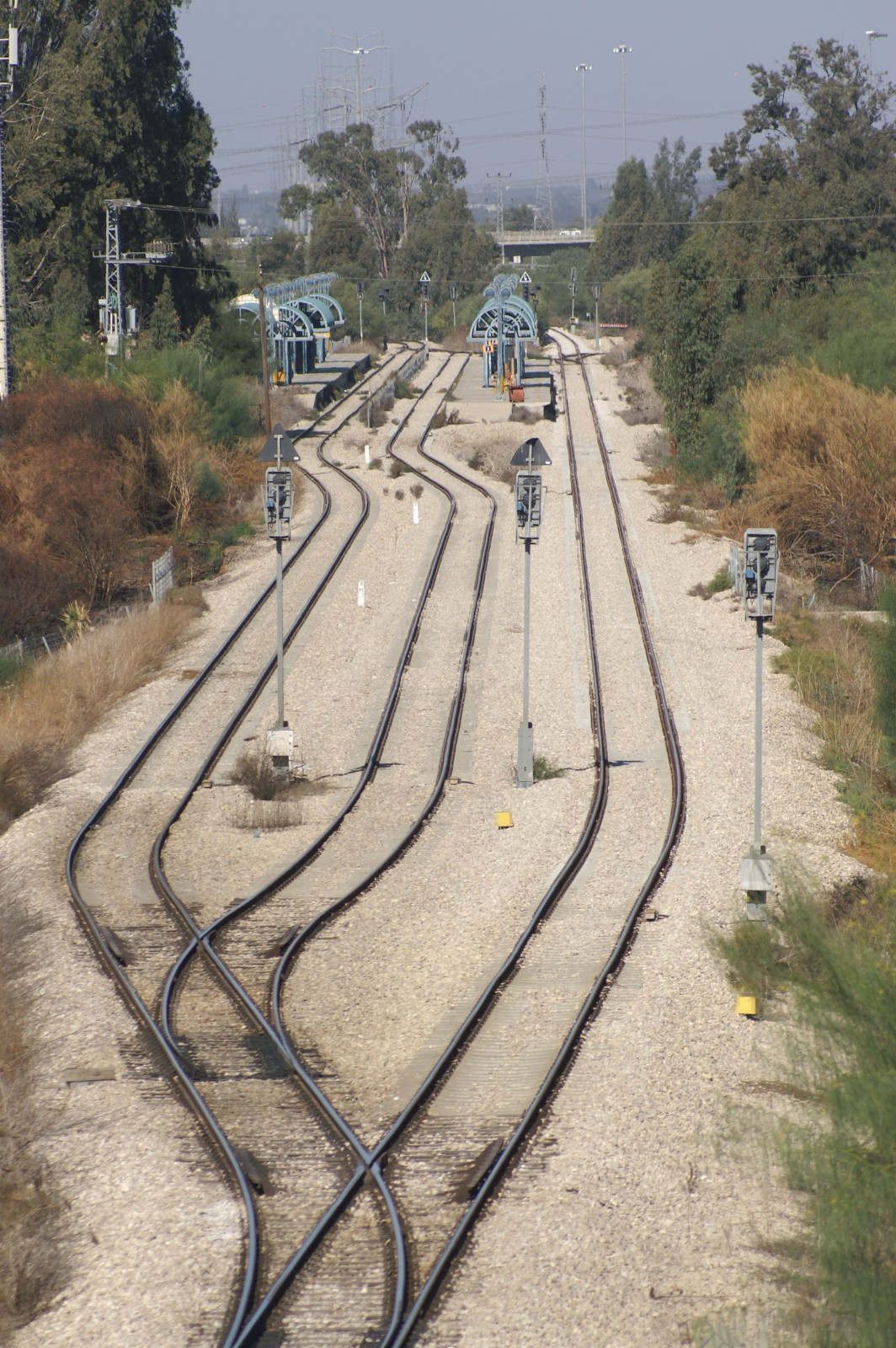
Blick 2010 nordwärts über den Bahnhof mit Insel- und Seitenperron vor Brücke des Mechlaf Qessem

Mit dem Ausbau der Ostbahn zwischen Zomet Rosch haʿAjin und Zomet Chemed, die eine neue Südkurve zur neuen Scharonbahn erhielt, entstand die Ostseite der Lulʾat ha-Scharon. Die RI nahm am 13. September 2003 den Personenverkehr auf der Ostseite der Ringbahn auf und verlängerte die Vorortlinie zur neuen Scharonbahn zunächst bis zum neuen Bahnhof Hod haScharon-Kfar Saba in Hod haScharon. Durch die Südkurve im Knoten Mechlaf Schmarjahu Mizrach nördlich Herzliahs schloss im Frühjahr 2020 die letzte Lücke im Ring der Lulʾat ha-Scharon, was in beide Richtungen die Zugverbindungen im Gusch Dan (Tel Avivs Ballungsraum) neu strukturiert.
Die gebührenpflichtige Autobahn Haupt-Landesstraße 6 (Kvīsch Arzī Roschī ) entstand seit 1999 über weite Strecken parallel zur Ostbahn, so auch in Rosch haʿAjin, wo sie Bahnhof und Ort voneinander trennt. Der am Bahnhof Rosch haʿAjin Darom passierende Abschnitt (Kilometer 137 bis 153, zwischen den Autobahnknoten Mechlaf Nachschonim (מֶחְלַף נַחְשׁוֹנִים) und Mechlaf Ejal (מֶחְלַף אֱיָל)) wurde am 4. August 2002 dem Autoverkehr übergeben. Die Erweiterung der Zomet Rosch haʿAjin um eine Nordkurve zu einem Gleisdreieck im Jahre 2003 erübrigt nun Richtungswechsel im Bahnhof Rosch haʿAjin Darom, wo seither der Personenverkehr ruht.

## Zukunft

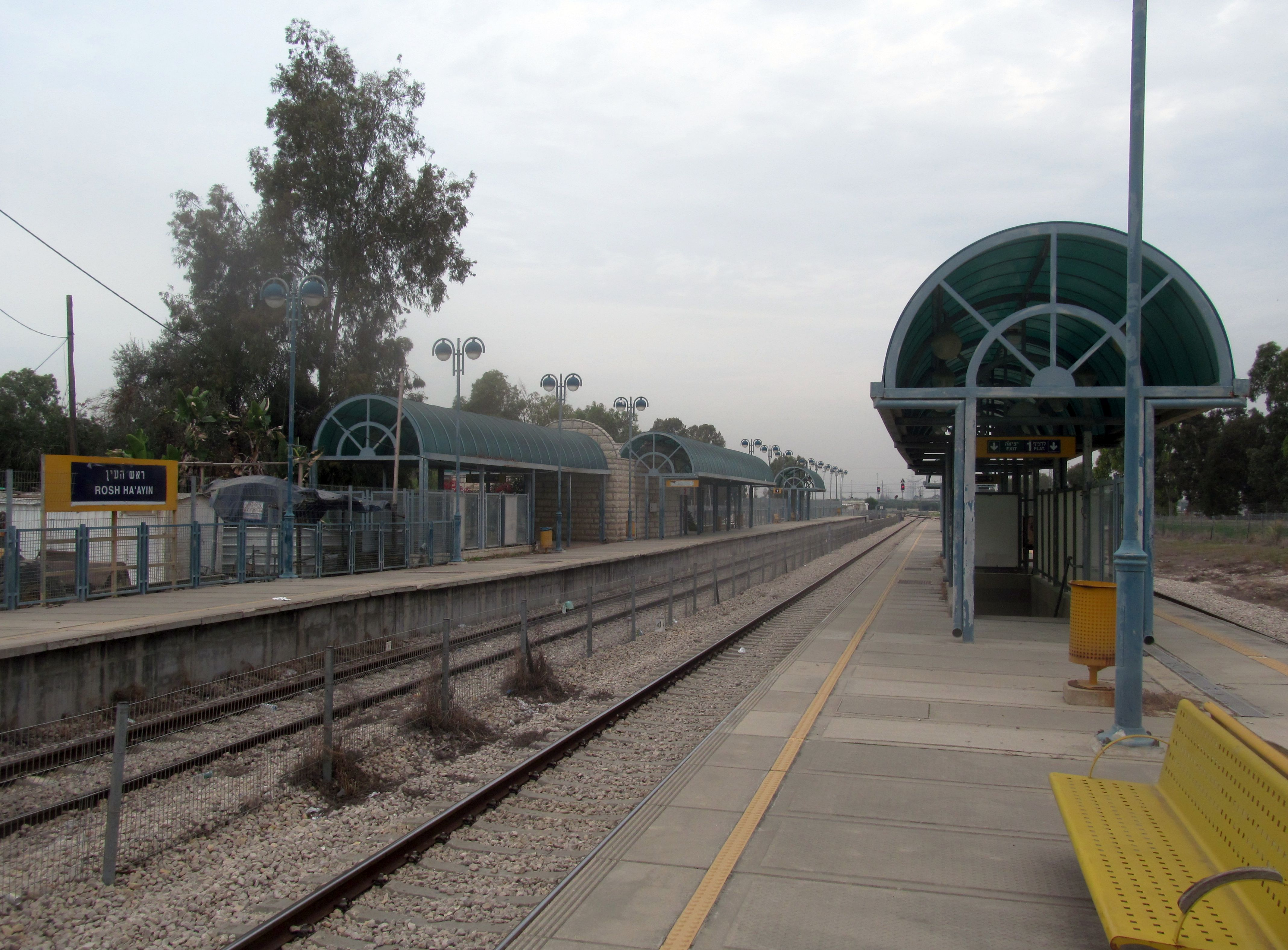
Blick vom Inselbahnsteig mit Zugang zum Personentunnel hinüber zum Seitenbahnsteig am Empfangsgebäude, 2017

Um die stark befahrene, verstopfte Küstenbahn der Hauptlinie im Westen zu entlasten, wird die Ostbahn, gemäß Planung von 2022 bis 2026, durchgehend grunderneuert, zweigleisig ausgebaut und durch Brücken und Unterführungen von allen Bahnübergängen befreit. Am 31. Januar 2012 genehmigte der Landesausschuss für Planung und Bau nationaler Infrastrukturen (הַוַּעֲדָה הָאַרְצִית לְתִכְנוּן וְלִבְנִיָּה שֶׁל תַּשְׁתִּיּוֹת לְּאֻמִיות HaWaʿadah haʾArzīt ləTichnūn wəliVnijjah schel Taschtijjōt Ləʾummijjōt) den Plan, im Zuge des Ausbaus auch den Bahnhof zu erweitern, was binnen fünf Jahren geschehen sollte. Mit Aufnahme des durchgehenden Betriebs auf der Ostbahn sollten wieder Reisezüge den Bahnhof Rosch haʿAjin Darom bedienen. Die israelische Regierung veranschlagte 2016 acht Milliarden Neue Israelische Schekel (NIS) für den Neu- und Ausbau der Ostbahn.
Im Rahmen der Planung vereinbarten die Stadt Rosch haʿAjin und die staatliche Infrastrukturplanung eine Brücke für Rad- und Fußgängerverkehr über Haupt-Landesstraße 6 (Kvīsch Arzī Roschī ) und Regionalstraße Kvisch Asori  zu bauen, um Bahnhof und Stadt wieder zu verbinden. An der Ostseite der Brücke in Rosch haʿAjin am Rechov HaMeretz (רְחוֹב הַמֶּרֶץ) wird ein Park and Ride-Parkplatz entstehen. Im Rahmenvertrag zwischen Stadt und Ministerium für Bau- und Wohnungswesen, das für die wachsende Bevölkerung mit den Kommunen die Ausweisung der nötigen Bauflächen vereinbart, ist die Wiederaufnahme des Personenverkehrs am Bahnhof Rosch haʿAjin Darom Voraussetzung für die Bauentwicklung. Doch laut Regierungsbudget für die Jahre 2021/2022, wie im Juli 2021 bekannt gegeben, hatte Verkehrsministerin Miri Regev die Erneuerung und Wiedereröffnung des Bahnhofs aus Spargründen abgesagt.

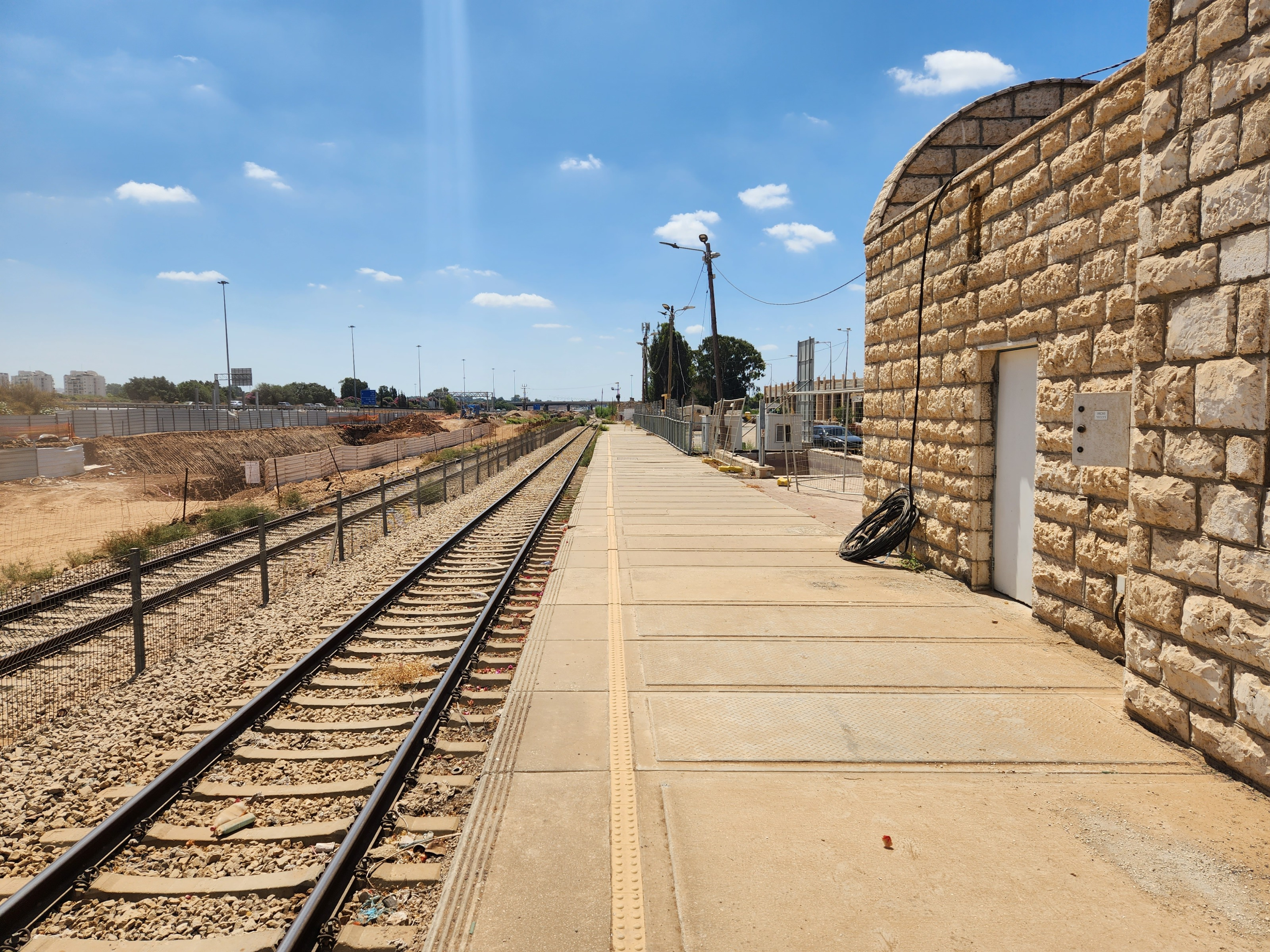
Blick 2023 südwärts vom Gleis 1 am Empfangsgebäude hinüber zum abgerissenen Inselbahnsteig mit offenem Personentunnel vor Kvisch

Das rief Bürgermeister Schalom Ben Mosche (שָׁלוֹם בֶּן מֹשֶׁה) auf den Plan, der der neuen Verkehrsministerin Merav Michaeli erklärte: „Rosch haʿAjin war die erste [Stadt], die einen Rahmenvertrag unterzeichnete, und [so] die erste, die sich den nationalen Bemühungen zur Lösung der Wohnungskrise anschloss. Rosch haʿAjin durchläuft einen beispiellosen Entwicklungsprozess, der zu einer Verdoppelung und sogar Verdreifachung seiner Bevölkerung führt […]. Derzeit sind bereits Tausende von [neuen] Wohneinheiten belegt und es gibt keine Lösung für den öffentlichen Nahverkehr. […] die Rote Linie der Stadtbahn endet [schon] in Petach Tiqwah, ebenso überraschend ist die Trennung Rosch haʿAjins von der Planung der Metro und nun, obendrein, die Streichung der Inbetriebnahme des Bahnhofs Rosch haʿAjin Darom. Genau so bleibt Rosch haʿAjin die einzige Stadt […] in dem Großraum Gusch Dan und der Scharon außerhalb jedes Nahverkehrssystems.“
Im November 2021 kündigte Michaeli an, dass ihr Ministerium daran arbeitete, ein öffentliches Verkehrsnetz für Rosch haʿAjin aufzubauen. Im Rahmen der Haushaltsberatungen beantragte das Ministerium beim Finanzminister alle Bahnhöfe der Ostbahn einschließlich des Bahnhofs Rosch haʿAjin Darom zu budgetieren. Inzwischen begann der Ausbau der Ostbahn, die charakteristischen grünen Sonnendächer von 1999 über den Bahnsteigen wurden entfernt wie das östliche Gleis 3 und der anliegende Inselbahnsteig.

## Gebäude des Bahnhofs

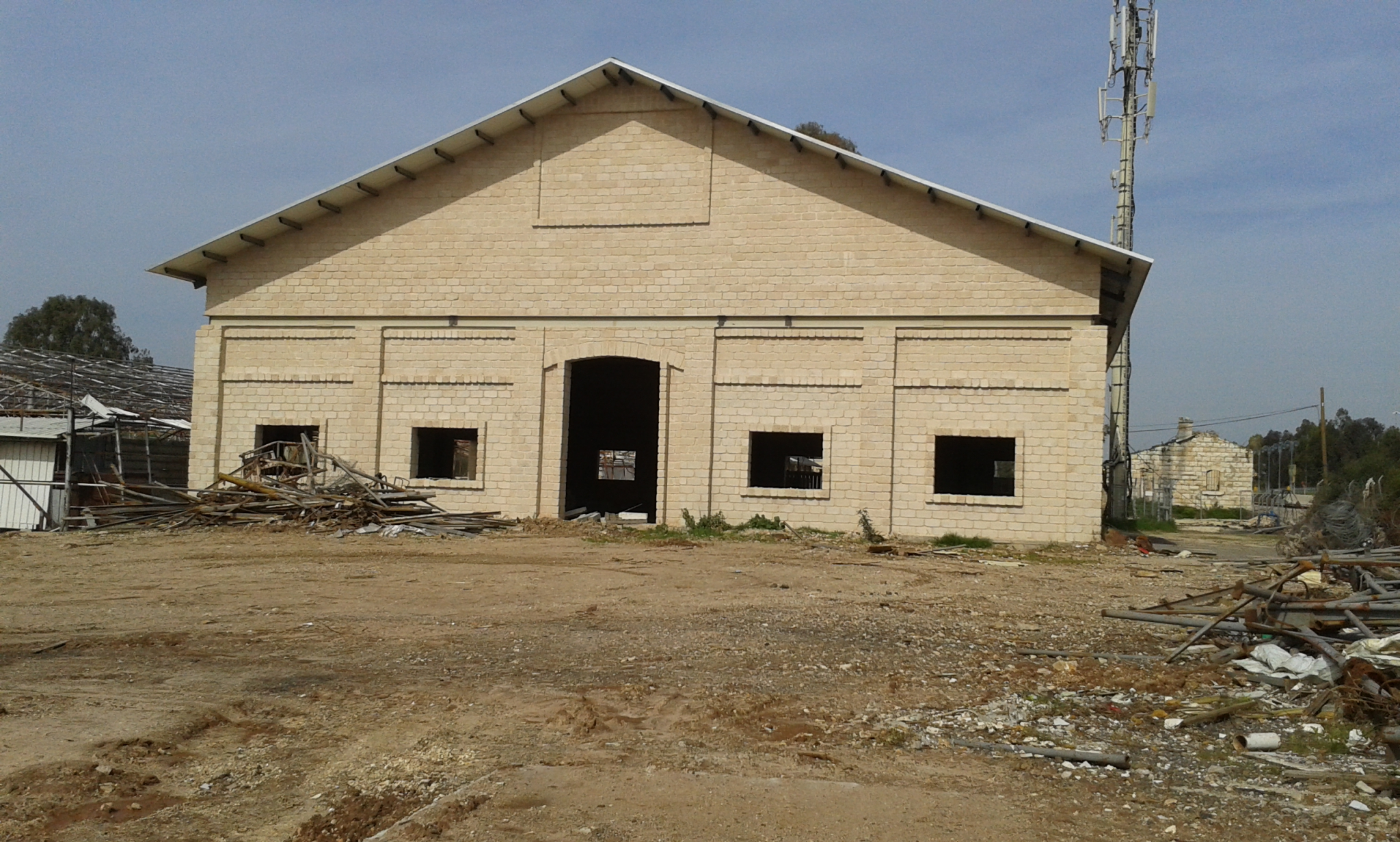
Zitruslagerhaus von 1921 im südlichen Bahnhofsbereich, 2016

Die ersten Gebäude umfassten ein Empfangsgebäude, ein Wohnhaus für den Bahnhofsvorsteher, beide mit Satteldach und einige Nebenbauten. Das Empfangsgebäude war ein zweistöckiger Bau mit weitem Unterstand zum Schutz vor Sonnenschein und Niederschlag. Das Gebäude wurde am 10. November 1946 durch einen Sprengstoffanschlag der Irgun zerstört, wobei auch das Haus des Bahnhofsvorstehers und ein Schuppen beschädigt wurden. Ein weiteres Gebäude diente den Notrim als Wache.
Wie schon zu Mandatszeiten bildeten bisher drei Gleise die Schienenanlage. Auf der Westseite der Gleise ließ die Rakkevet Israel (RI) im typischen Stil der Zeit 1952 ein neues Empfangsgebäude mit Flachdach und Natursteinfassade erbauen. Östlich am Empfangsgebäude besteht ein Seitenbahnsteig und ein Zugang zum Personentunnel hinüber zum Inselbahnsteig. Vom Tunnel aus bestand auch ein Ausgang nach Osten, jedoch versperrt durch die hier bis 2002 angelegte Autobahn Kvisch . Seit Beginn der Baumaßnahmen an der Ostbahn 2022 wurden die einst charakteristischen grünen Sonnendächer entfernt wie die Gleise 2 und 3 und der Inselbahnsteig dazwischen.

## Betriebsbahnhof
Die zahlreichen Steinbrüche der Umgebung, die in den 1930er, 1940er und 1950er Jahren Stein für den Bauboom im Lande lieferten, erledigten ihre Auslieferungen über den Güterbahnhof. Zu den Gebäuden der Güterabfertigung gehörten Hallen zur Lagerung von Zitrusfrüchten von 1920, die im Zuge der Anlage der Jarqonbahn nach Petach Tiqwah entstanden, das inmitten der üppigen Zitrusplantagen gelegen ist, deren Ernten über den Bahnhof abgefertigt wurden.
Der Bahnhof mit seinen drei Gleisen, die schon zu Mandatszeiten bestanden, dient Güterzügen auf der südlichen Ostbahn (Rosch haʿAjin bis Lod) als Betriebsbahnhof, wenn sie Personenzügen Vorrang geben müssen. Der rege Schienengüterverkehr passiert und nutzt den Bahnhof bei Umfahrung des Ajjalonkorridors (פְּרוֹזְדּוֹר אַיָּלוֹן Prōsdōr Ajjalōn), das Nadelöhr des israelischen Bahnnetzes im Stadtgebiet Tel Avivs, und weiter entweder über die Jarqonbahn, die im Norden der Stadt am Gleisdreieck der Zomet Tel Baruch (צֹמֶת תֵּל בָּרוּךְ englisch Tel Barukh Junction), oder über die Scharonbahn, die am Mechlaf Schmarjahu Mizrach nördlich Herzliahs in die Küstenbahn der Hauptlinie münden.